# Boog van Titus (Forum Romanum)
De Boog van Titus is een Romeinse ereboog op het Forum Romanum in Rome.

## De boog
De Boog van Titus is gebouwd op het hoogste punt van de Via Sacra, op de heuvel Velia. Dit is de toegang tot het Forum Romanum vanaf het dal van het Colosseum. De enkele boog is vermoedelijk in 81 na Chr. door keizer Domitianus gebouwd, ter ere van zijn vergoddelijkte broer en voorganger Titus. Het monument is dus postuum gebouwd, en heeft niets van doen met Titus' triomftocht in 71, die er echter wel op is afgebeeld.
De ereboog is gebouwd uit marmer en is 13,5 meter breed, 15,5 hoog en 4,75 diep. De doorgang is 8,3 meter hoog en 5,36 breed. Boven op de boog stond vroeger waarschijnlijk een standbeeld van Titus in een wagen voortgetrokken door olifanten. De boog is de oudste, nog staande ereboog in Rome.

## De Joodse opstand

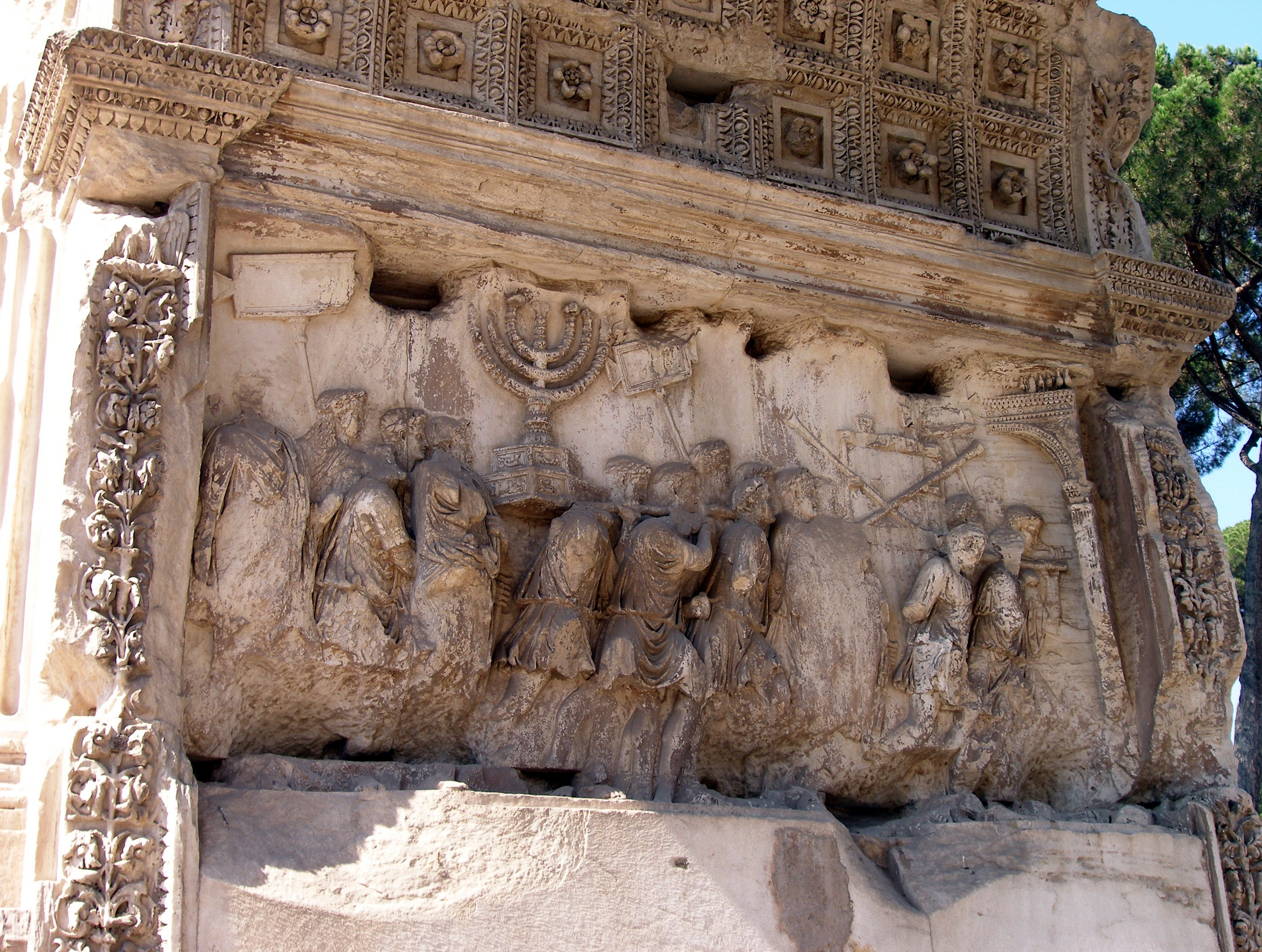
Boog van Titus, Rome. Voorwerpen uit de Tempel van Jeruzalem worden als krijgsbuit meegevoerd.

De reliëfs in de boog herinneren aan het neerslaan van de Joodse opstand in Palestina en aan de verwoesting van Jeruzalem door Titus en zijn vader Vespasianus in 70 na Chr. Naar deze gebeurtenis verwijst ook de versiering van de façade: op de fries aan de buitenkant is de triomftocht van beide heersers afgebeeld – nu is alleen nog het reliëf aan de oostzijde bewaard gebleven – en in de boogzwikken zijn overwinningsgodinnen afgebeeld die de veldtekenen dragen.
Twee gebeurtenissen uit de triomftocht zijn op de grote reliëfvlakken in de doorgang van de boog afgebeeld. De zuidzijde toont het begin van de triomftocht. Hier voeren Romeinse legioensoldaten de kostbaarste stukken van de buit met zich mee, waaronder de Tafel met de Toonbroden, de menora en de zilveren hazozra's uit de Tempel van Jeruzalem, die worden weggedragen door de triomfboog. Op de andere zijde staat het hoogtepunt van de triomftocht: Titus, begeleid door zijn bewakers, de lictoren, staat midden in de door de stadsgodin Roma aangevoerde quadriga, een tweewielige wagen met een vierspan ervoor, en wordt door de overwinningsgodin Victoria gelauwerd. Representaties van Senaat en Volk van Rome completeren het geheel.
De gouden kandelaar, afgebeeld op de triomfboog, diende als model voor de menora op het embleem van de staat Israel.

## De inscripties

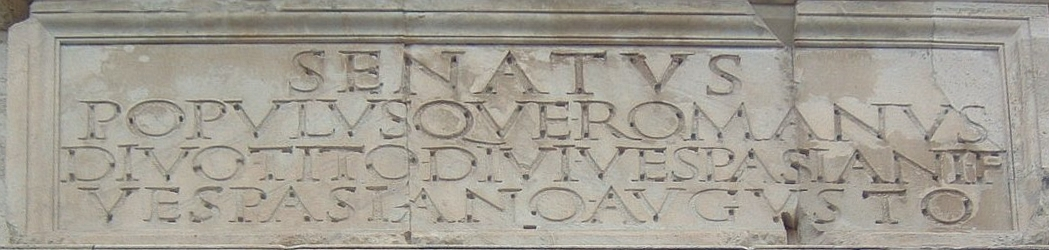
De inscriptie op de attiek

Op de oostelijke attiek van de boog staat een grote inscriptie gegraveerd. Oorspronkelijk waren er bronzen letters in de inscriptie, maar deze zijn verdwenen. De gaten waarin de letters waren vastgemaakt zijn nog te zien. 

De Latijnse tekst luidt:

SENATVS

POPVLVSQVE·ROMANVS

DIVO·TITO·DIVI·VESPASIANI·F(ilio)

VESPASIANO·AVGVSTO

De vertaling luidt:

"De Senaat
en het Volk van Rome
(dragen dit op aan) de vergoddelijkte Titus, zoon van de vergoddelijkte Vespasianus,
Vespasianus Augustus."

Op de westelijke zijde staat een andere inscriptie. Dit is niet meer de oorspronkelijke Romeinse want die was verloren gegaan. Deze inscriptie vermeldt dat Paus Pius VII de boog aan het begin van de 19e eeuw heeft laten restaureren.
Deze inscriptie luidt als volgt:

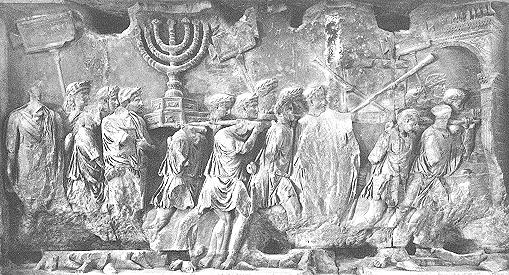
Detail van de boog van Titus waarop de buit van de plundering van Jeruzalem wordt getoond.

INSIGNE · RELIGIONIS · ATQVE · ARTIS · MONVMENTVM

VETVSTATE · FATISCENS

PIVS · SEPTIMVS · PONTIFEX · MAX(IMVS)

NOVIS · OPERIBVS · PRISCVM · EXEMPLAR · IMITANTIBVS

FVLCIRI · SERVARIQVE · IVSSIT

ANNO · SACRI · PRINCIPATVS · EIVS · XXIIII 

Monument van opvallend religie en ook kunst

door verval uiteengevallen:

Pius de Zevende, pontifex max(imus),

door nieuwe werken het oude exemplaar vervangend

heeft opgedragen dit te versterken en te bewaren.

In het jaar 24 van zijn heilige primaatschap

## Restauratie

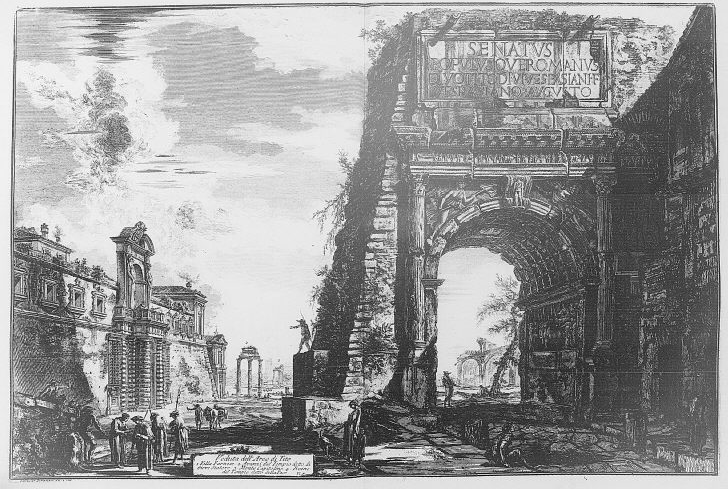
De boog van Titus in 1748, voor de restauratie

De Boog van Titus is bewaard gebleven omdat hij in de verdedigingswerken van het bastion van de familie Frangipani was geïntegreerd. In de middeleeuwen was er geen duidelijke orde in de stad en bevochten de rijke families elkaar om de macht. De families bouwden de nog bestaande antieke Romeinse monumenten om tot forten. Dit was makkelijker dan een volledig nieuw gebouw neer te zetten. De Frangipani's zaten in de zuidwestelijke hoek van het Forum Romanum en op de Palatijn, zij gebruikten de Boog van Titus als poort voor hun fort. De triomfboog raakte in de loop der eeuwen wel ernstig beschadigd. Aan het eind van de middeleeuwen stond alleen het middendeel nog overeind, ingebouwd in een muur.
Later zou paus Paulus IV de joden, die hij in een Romeinse getto had gedwongen, een eed van trouw laten afleggen aan de boog van Titus.
Paus Pius VII liet in 1821 de boog weer in oorspronkelijke staat herstellen. De restauratie werd uitgevoerd door Raffaele Stern en (later) Giuseppe Valadier. De boog was in dermate slechte staat dat de boog eerst geheel moest worden afgebroken. Bij het herbouwen werd ontbrekend materiaal door de kalksteensoort travertijn vervangen. De zijbeuken van de poort zijn destijds herbouwd.